# Дукачик блакитнуватий
Дукачик блакитнуватий (Lycaena helle) — вид денних метеликів родини синявцевих (Lycaenidae)

## Назва
Латинська назва виду дана на честь Гелли (грецька міфологія) — дочки беотійського царя Атаманта і богині хмар Нефели.

## Поширення
Вид поширений в Європі та Північній Азії від Іспанії та Норвегії до Північно-Східного Китаю.
В Україні трапляється у лісовій і лісостеповій зонах. Достовірно відомий лише з нечисленних локалітетів з Волинської, Львівської, Закарпатської областей. Зберігся також в околицях Києва, де територія проживання виду не перевищує 10 га. Раніше реєструвався також в Івано-Франківській (до 1936 р), Вінницькій (1908) і Житомирській (до 1930 р) областях.

## Опис
Довжина переднього крила — 12-14 мм. Забарвлення верхньої сторони крил самця рудувата з яскравим фіолетовим блиском, у самиці — рудувата з чорними точками і синюватою перев'яззю по краю. Нижня сторона задніх крил темно-коричнева з рядом помаранчевих плям, в субмаргінальній області доходять до вершини крила, і рівним рядом чорних крапок паралельно краю. Основний колір нижньої сторони передніх крил яскраво-рудий. Знизу передніх і задніх крил чорні передкрайові точки облямовані різкою білою облямівкою, які часто зливаються в єдину смугу, а на задніх крилах — представленої білими скобочками.
Гусениці світло-зелені з малюнком зі світлих поздовжніх ліній з боків, до 17 мм завдовжки. Голова гусениці ясно-зелена з незначним жовтуватим відтінком.
Довжина лялечки становить близько 8 мм. Спочатку лялечка має світло-блакитно-зеленуватий колір з жовтуватим відтінком верху черевного відділу. Лялечка швидко сіріє, на ній розвивається візерунок — чорні смуги уздовж середини передньоспинки і вздовж зачатків крил, ряди чорних плям уздовж спини і з боків. Дихальця білі. З 6-го дня розвитку через покриви лялечки просвічуються світлі зачатки крил. Ще через 3 дні зачатки крил спочатку рожевіють, а потім темніють, спинна сторона лялечки стає темною. Імаго виходить з 10-го дня розвитку з лялечки.

## Спосіб життя
Мешкає на сирих луках з торф'янистими ґрунтами. За рік розвивається одне покоління. Метелики літають в травні-червні. Самиці відкладають яйця по одному або декілька штук на листя кормових рослин. Кормовими рослинами є гірчак зміїний і щавель. Зимує лялечка.